# Hipoglucemia asociada a fallo del sistema nervioso autónomo
La hipoglucemia asociada a fallo del sistema nervioso autónomo es un síndrome descrito por primera vez en 1993 por Samuel Dagogo, S. Craft y Philip Cryer. El síndrome se caracteriza por hipoglucemia en pacientes con Diabetes mellitus que predisponen a nuevos episodios de hipoglucemia. La causa es multifactorial, pero principalmente se debe a un fallo del sistema nervioso autónomo en su respuesta hormonal para contrarrestar la hipoglucemia.
La característica más importante es el fallo en la respuesta catecolaminérgica (adrenalina) para estimular la gluconeogénesis hepática y la glucogenólisis, lo que da lugar a hipoglucemia. El síndrome puede ocurrir en pacientes con Diabetes Mellitus Tipo 1 y Diabetes Mellitus Tipo 2 avanzada cuando ocurre secreción inadecuada de insulina desde las células beta del páncreas.

## Historia
La hipoglucemia fue descubierta por James Collip cuando trabajaba en la purificación de insulina en 1922. El investigador observó que la administración de mucha insulina podía ser letal en conejos. Él descubrió que la insulina podía reducir los valores de glucosa a niveles peligrosamente bajos, pudiendo causar convulsiones y muerte. James Collip también descubrió que podía salvar a los conejos administrando glucosa. Elliot Joslin también observó en 1922 que la hipoglucemia podía ocurrir sin síntomas de alerta.
El síndrome de hipoglucemia asociada a fallo del sistema nervioso autónomo fue descrito en 1992-1993 por Philip E. Cryer & colaboradores en la Universidad de Washington en San Luis. Descubrimientos en décadas previas respecto al eje Hipotálamo-Hipófisis-Suprarrenal y el Sistema Nervioso Autónomo fueron necesarios para poder reconocer la causa de la enfermedad.

## Epidemiología
De la población con Diabetes mellitus tipo 1, ~20 % tienen una disfunción en la percepción de hipoglucemias y ~32 % experimenta un episodio grave de hipoglucemia al año. Cabe destacar que no todos los que sufren episodios de hipoglucemia severa padecen de una disfunción en la percepción de hipoglucemia, aunque aquellos con disfunción en la percepción de hipoglucemia presentan un riesgo mucho más elevado de crisis severas de hipoglucemia.
Sin embargo, es difícil obtener una estadística precisa sobre la incidencia del síndrome de hipoglucemia asociada a fallo del sistema nervioso autónomo. Suele ser omitido el diagnóstico por personal médico por no comprender su fisiopatología. Además, la enfermedad fue descrita en 1993 y todavía no existe un código ICD-10 para clasificarla. Adicionalmente, un solo episodio de hipoglucemia severa por exceso de insulina exógena (inyectada) no cumple los criterios para diagnosticar el síndrome. Por ende, su diagnóstico suele ser difícil y no existen estadísticas exactas a nivel mundial.

## Etiología
La respuesta catecolaminérgica mediada por adrenalina puede fallar ocasionando una incapacidad del hígado para producir glucosa para exportar a otros tejidos.
Pacientes con hipoglucemia asociada a fallo del sistema nervioso autónomo presentan una incapacidad parcial para la producción de glucosa hepática en ayuno. Por ende, en ausencia de consumo de carbohidratos, la glucosa en sangre disminuye gradualmente hasta que ocurre la próxima ingesta de alimentos. En el intervalo entre las ingestas de alimentos el hígado no puede utilizar la glucosa almacenada ni puede producirla de novo. Por ende, los pacientes son susceptibles a hipoglucemias en caso de ayuno prolongado.

## Complicaciones
Las infecciones severas representan un problema de especial importancia ya que causan disminución del apetito (hiporexia). Por ende, el paciente puede permanecer en ayuno durante muchas horas y ser propenso a episodios de hipoglucemia severa.

## Tratamiento
Debido a que la hipoglucemia asociada a fallo del sistema nervioso autónomo es multifactorial el tratamiento depende de la situación individual de cada paciente. El tratamiento difiere según los niveles de producción endógena de insulina (cuantificable mediante Péptido C), niveles de resistencia a la insulina, edad y gravedad y frecuencia de episodios de hipoglucemia.
Debido a la multitud de causas que pueden generar hipoglucemia en pacientes con Diabetes mellitus, es necesario determinar la causa específica en cada paciente y adaptar el tratamiento según corresponda. La dieta cumple un papel fundamental en el tratamiento de la hipoglucemia asociada a fallo del sistema nervioso autónomo. En ciertos casos, la cantidad y frecuencia de ingesta de carbohidratos (ejm. sucrosa) debe aumentar para disminuir los episodios de hipoglucemia.
Parte importante del tratamiento es el ejercicio aeróbico matutino diario. Los potenciales beneficios del ejercicio en pacientes de hipoglucemia asociada a fallo del sistema nervioso autónomo son mayores a los riesgos. El ejercicio debe ser realizado preferiblemente en horario matutino debido a la menor incidencia de episodios de hipoglucemia en comparación con el ejercicio vespertino/nocturno. Idealmente, el paciente debe medir la glucemia antes, durante y después del ejercicio.
La utilización de equipos de Medición Continua de Glucosa se encuentra indicada para disminuir la frecuencia y severidad de episodios de hipoglucemia. Dichos sistemas permiten alertar al paciente cuando la glucosa en plasma disminuye para que pueda ingerir una carga de glucosa (ejm. 20-30 gramos).
Entre los fármacos que se pudiesen emplear contra la hipoglucemia asociada a fallo del sistema nervioso autónomo se encuentra la teofilina y la terbutalina. Dichos fármacos actúan aumentando la cantidad de AMP cíclico en hepatocitos promoviendo la glucogenólisis y gluconeogénesis. No existen ensayos clínicos prospectivos, aleatorizados y doble ciego que hayan demostrado claramente la superioridad de un tratamiento farmacológico sobre el otro. Al momento (2022) no existen metaanálisis respecto a ensayos clínicos que demuestran evidencia científica sólida al respecto. Por ende, hacen falta estudios clínicos de alto nivel que comparen la eficacia de dichos tratamientos y muestren una diferencia estadísticamente significativa en comparación al placebo.
Debido a la complejidad de la hipoglucemia asociada a fallo del sistema nervioso autónomo, el paciente debe tener un contacto permanente con el médico tratante para ajustar el tratamiento según cada caso individual.